# Iglesia de San Cebrián (Salàs de Pallars)
San Cebrián de Salàs es una iglesia románica situada al suroeste del pueblo de Salàs de Pallars, en el término municipal al que pertenece, en un lugar solitario. Pertenece a la comarca catalana del Pallars Jussá en la provincia de Lérida.

## Descripción
Se tiene constancia documental desde el 1112 hasta el 1904, año en que, en una visita pastoral, se dice que la iglesia está en buen estado.
Se trata de una construcción románica tardía, del siglo XII. Está en ruinas, pero los sillares que forman los restos hacen datarla en esa fecha.